# Oboe contrabajo
El oboe contrabajo es un instrumento de viento madera de doble lengüeta afinado en Do, que suena dos octavas por debajo de un oboe normal.
Se cree que este instrumento fue creado primero a mediados del siglo XVIII. Teniendo aproximadamente el mismo registro que el fagot, tenía, sin embargo,una distinta calidad tonal propia. Strauss afirma, en su edición del Tratado de la Instrumentación de Hector Berlioz, que su tono "...no tenía ni la menor similitud con el del fagot."
A pesar de esta distinción, el oboe contrabajo nunca se volvió un instrumento popular o muy empleado, y quedan pocos detalles de él.